# Kapton
 (décembre 2021).
Si vous disposez d'ouvrages ou d'articles de référence ou si vous connaissez des sites web de qualité traitant du thème abordé ici, merci de compléter l'article en donnant les références utiles à sa vérifiabilité et en les liant à la section « Notes et références ».

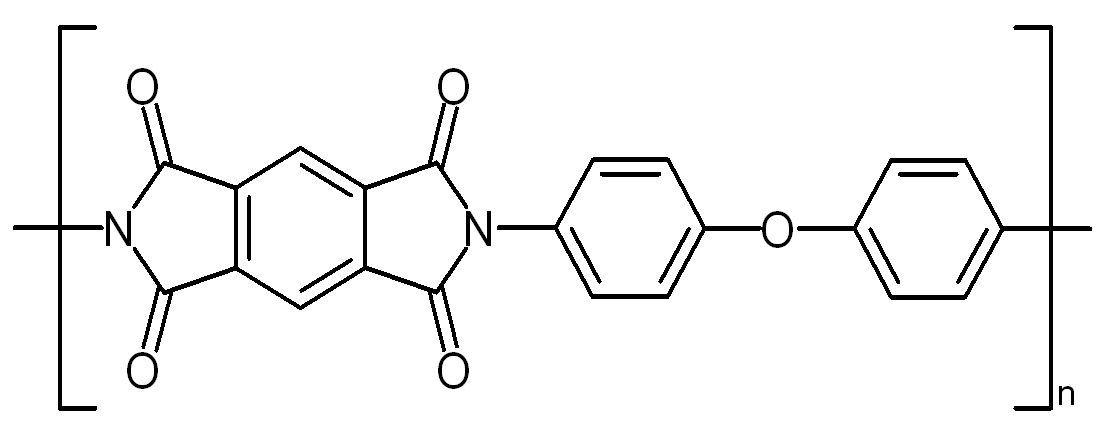
Structure du Kapton, polyimide.

Le Kapton est un film de polyimide (polymère à base d'imide) développé à la fin des années 1960 par DuPont, qui peut rester stable dans une plage étendue de température, de −269 à 400 °C.

## Utilisation
La conductivité thermique du Kapton à des températures de 0,5 à 5 kelvins est plutôt élevée pour de telles températures basses. Ceci, combiné à ses bonnes qualités diélectriques et à sa disponibilité en tant que feuilles minces, en fait un matériau de prédilection pour la cryogénie, car il fournit une isolation électrique à faibles gradients thermiques. Le Kapton est régulièrement utilisé comme isolant dans des environnements à très haut vide en raison de son faible taux de dégazage.
Il est utilisé, entre autres, dans le processus de fabrication des circuits imprimés souples, les supports de bobines mobiles de haut-parleurs haute puissance et pour l'isolation de certains fils électriques de « haute fiabilité » pour les domaines aéronautiques et spatiaux (lanceurs et satellites). Il est aussi utilisé dans le domaine de l'impression 3D grâce à son adhérence avec le plastique à des températures dépassant 40 °C et grâce à sa résistance à la chaleur. 
De plus, il peut être utilisé pour l'isolation des méplats cuivre ou aluminium. Cette isolation est utilisée pour la construction des moteurs de traction (de train) soumis à des températures élevées.
Ce nom de marque est passé dans le langage courant, comme le kevlar[réf. souhaitée].

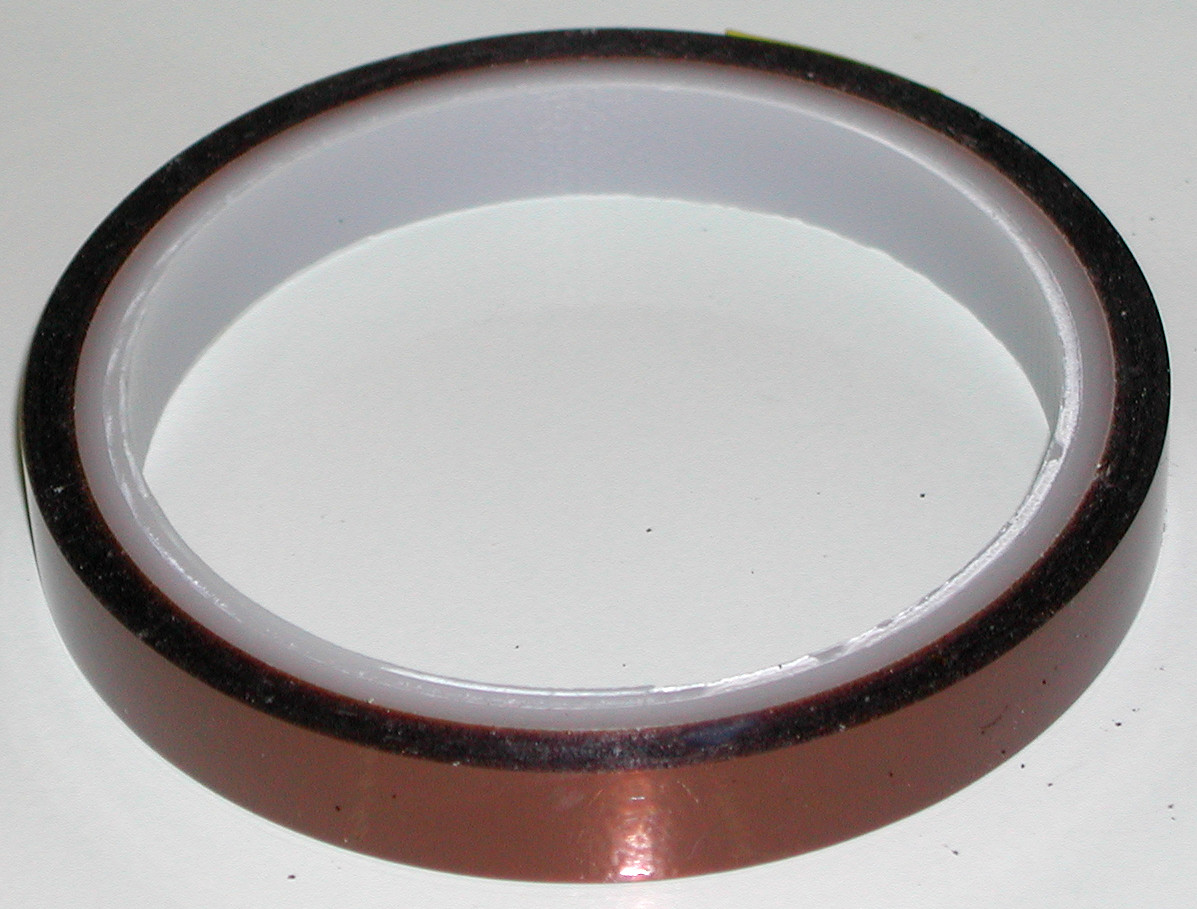
Un rouleau de Kapton adhésivé.

Le Kapton est également utilisé dans la fabrication des circuits imprimés souples (dits « flex »), ainsi qu'en réparation électronique en tant qu'isolant. Il est disponible en ruban.
Le Kapton peut aussi servir en impression 3D pour renforcer le pouvoir adhésif des plateaux chauffants souvent peu adhérents lors de l'impression des pièces plastiques.

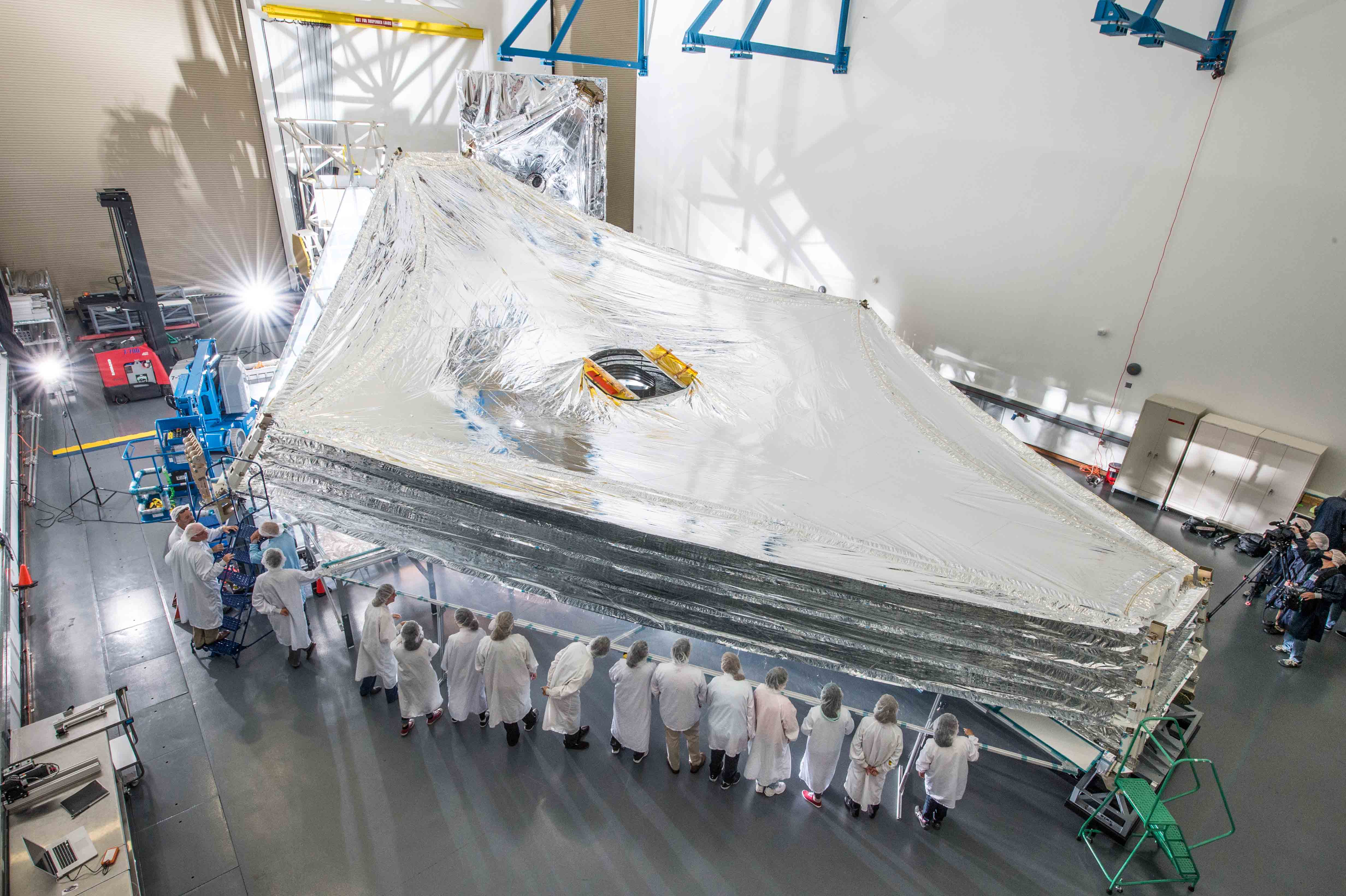
Bouclier thermique du télescope James-Webb, fait à partir de Kapton.

Le bouclier thermique du télescope James-Webb est composé de cinq feuilles de Kapton (couvertes d'aluminium).
Les rubans de Kapton sont utilisés pour maintenir entre elles les cellules des batteries rechargeables LiPo. 